# Juan Ostoic
Juan Ostoic, né le 21 mars 1931 à Huara (Chili) et mort le 25 juin 2020, est un joueur chilien de basket-ball. Il évolue au poste de pivot.

## Palmarès
- 3e du championnat du monde 1950